# Juget-Sinclair
Juget-Sinclair facteurs d'orgues Inc., Montréal, Québec, est une entreprise artisanale de fabrication d'orgues à tuyaux.

## Historique
Notre atelier est situé près du vieux port de Montréal, aux abords du canal Lachine. Cette partie de la ville est le berceau du développement industriel du Canada au 19e siècle. Juget‑Sinclair facteurs d’orgues est une équipe de 13 artisans spécialisés dans la construction et la restauration d’orgues mécaniques.  Dès les débuts de l’entreprise, la décision de concevoir et de construire nos instruments de A à Z est la philosophie fondatrice qui guide notre approche de travail. Nous avons une production limitée, mais très personnalisée. L’atelier a été fondé en 1994 par Denis Juget, un facteur d’orgues d’origine française. Dans sa jeunesse, il prenait part à la chorale de sa paroisse et suivait des cours d’orgue. C’est donc par la musique qu’il est arrivé à ce métier comme, d’ailleurs, tous les membres de notre équipe. Après une formation d’ébéniste, il a fait son apprentissage de la facture d’orgues en France. Il s’installe ensuite à Montréal en 1985 et travaille pour le facteur d’orgues canadien Hellmuth Wolff. Par la suite, Denis a fait des stages en Autriche, en Espagne, en Allemagne et en Suisse.
Après un début à petite échelle à Saint-Basile-Le-Grand, sur la rive sud de Montréal, Stephen Sinclair est devenu associé en 1998 pour former l’entreprise Juget-Sinclair facteurs d’orgues Inc. À ce moment, l’atelier a déménagé sur l’île de Montréal.  En 1984, Stephen Sinclair commence des études en sciences à l’université de McGill, mais bien vite, sa passion pour la musique et sa curiosité le pousse lui aussi vers l’atelier d’Hellmuth Wolff. Il reçoit un apprentissage dans cet atelier de 1989 à 1998. Pendant cette période, il fait deux stages, un en France et l’autre en Angleterre. À ce moment, l’équipe de Juget-Sinclair compte 5 à 6 membres ce qui permet d’entreprendre des projets de plus grande envergure et exporter les instruments aux États-Unis, en Allemagne, en France et au Japon.
Dès 2002, Robin Côté se joint à l’équipe. Montréalais d’origine, il commence sa formation musicale très jeune à la Maîtrise des Petits Chanteurs du Mont-Royal de l’Oratoire Saint-Joseph et poursuit des études en orgue. Fasciné par le processus de fabrication des orgues, il se joint à l’équipe pour y entreprendre un apprentissage complet. Il se rend ensuite en France pour y parfaire ses connaissances en restauration d’orgues du XIXe siècle, en fabrication des tuyaux de façade en étain et en conception des instruments symphoniques de style français. Très polyvalent comme facteur d’orgues, il a une maîtrise et une vision globale de l’orgue : de la conception, à la réalisation jusqu’à l’harmonie.  Comme interprète, ses talents d’organiste sont fort appréciés lors de la présentation d’instruments. Lors de ses nombreux voyages d’études, il a obtenu l’accès privilégié à l’intérieur de plusieurs instruments significatifs de France, d’Allemagne, de Suède, des États-Unis et de Lettonie. 
À partir de 2012, en vue de gérer la croissance et de planifier la continuité de l’entreprise, la décision est prise d’intégrer un troisième associé. Robin Côté se joint à la direction à hauteur de 33%. C’est à ce moment que l’atelier entreprend la réalisation de son 1er grand 16 pieds de trois claviers. De 2013 à 2018, Denis Juget, tout en souhaitant demeurer actif au sein de la compagnie, transfère peu à peu ses responsabilités liées à la présidence, passant le flambeau, au début 2019, à Robin Côté secondé de Stephen Sinclair. L’entreprise compte, en ce moment, plusieurs années de travail devant elle ce qui permet d’investir dans la machinerie de haute qualité, la formation d’apprentis et, ainsi, d’aborder les grands projets à venir avec confiance.

## Instruments particuliers et remarquables
Opus 22 (2004) Premier instrument installé au Japon.
Opus 24 (2005) St. Andrew's Episcopal Church, Wellesley, Mass. Premier grand 2 claviers (34 jeux) intégrant des éléments stylistiques symphoniques français à sortir de l'atelier. 
Opus 32 (2008) St. Mark's Episcopal Church, St. Louis, MO. II/21
Opus 35 (2009), est une reconstitution, à l'instigation de Kenneth Gilbert, d’après des documents d’époque, du premier orgue importé de Paris en 1753 à la cathédrale de Québec au XVIIIe s. fabriqué par Robert Richard, Mécanicien du Roy installé dans les ateliers du Louvre, et détruit lors des bombardements de 1759 ; il est installé dans la chapelle du Musée de l’Amérique française à Québec : 1 clavier & pédalier (en tirasse), 10 jeux, esthétique classique française.
Opus 42 (2014) Premier grand 16' de l'atelier. III/58 jeux. 
Opus 48 (2018) Our Lady Of Guadalupe Seminary, III/42 jeux. avec positif de dos.